# تپه عشق
تپۀ عشق فیلمی به کارگردانی و نویسندگی ساموئل خاچیکیان محصول سال ۱۳۳۸ است.

## خلاصه داستان
رانندهٔ تراکتور مزرعهٔ مرد متمولی مورد توجه سه دختر خانواده است، اما او دختر بزرگ خانواده را دوست دارد...

## تولید و نمایش
این اثر را ساموئل خاچیکیان نوشت و کارگردانی کرد. فیلمبردار آن هراند بود.
تپه عشق چهارمین محصول آژیرفیلم بود و روز ۲۱ آذر ۱۳۳۸ در سینماهای دیانا، ایران و همای نمایش داده شد.

## بازیگران
- ویگن
- فرانک میرقهاری
- گرشا رئوفی
- منصور سپهرنیا
- محمد متوسلانی
- ویولت میناسیان [۱]
- دیانا